# Vito Di Tano
Vito Di Tano (* 23. September 1954 in Monopoli; † 5. Februar 2025 in Fasano) war ein italienischer Radrennfahrer und Weltmeister im Radsport.

## Sportliche Laufbahn
Di Tano begann seine Laufbahn zunächst als Straßenfahrer, nachdem er 1969 mit dem Radsport begonnen hatte. Er war Mitglied der italienischen Nationalmannschaft und startete u. a. 1974 bei der Jugoslawien-Rundfahrt, die er als Dritter beendete. Später wandte er sich dem Querfeldeinsport zu und spezialisierte sich auf Querfeldeinrennen, bei denen er auch seine bedeutendsten Erfolge erreichte. 1979 wurde er vor allem dank starker Laufleistungen erstmals Weltmeister auf einer extrem schweren Strecke in Saccolongo, wo er kurz zuvor bei den nationalen Meisterschaften nur Dritter geworden war. 1986 wurde er erneut Weltmeister vor dem Belgier Ivan Messelis. Insgesamt platzierte er sich bei dreizehn Starts siebenmal unter den besten zehn Fahrern bei den UCI-Querfeldein-Weltmeisterschaften. 1980, 1982–1984 und 1986–1987 war er auch italienischer Meister im Querfeldeinrennen, er gewann sechs nationale Titel. Di Tano startete für den Verein GS Guerciotti. Insgesamt kam er in seiner Laufbahn auf 176 Siege.
Nach seiner aktiven Karriere organisierte Di Tano die Cyclocross-Weltmeisterschaften 2003 in seinem Heimatort Monopoli, wo er auch für die Streckenführung verantwortlich war.